# Karl-Heinz Binus
Siegfried Karl-Heinz Binus (* 15. September 1954 in Hilmersdorf) ist ein deutscher Politiker (DDR-CDU, ab 1990 CDU). Er war von 2010 bis 2021 Präsident des Sächsischen Rechnungshofes und von 1990 bis 1994 Mitglied des Sächsischen Landtages.

## Leben
Karl-Heinz Binus besuchte die Polytechnische Oberschule (POS) in Hilmersdorf und machte eine Berufsausbildung mit Abitur in Auerbach. Danach studierte er ab 1974 Physik und Elektroautomatisierungstechnik an der TU Dresden und an der TH Zwickau, wo er 1978 den Diplom-Abschluss machte. Von November 1978 bis April 1980 leistete er seinen Grundwehrdienst in der Nationalen Volksarmee ab. Bis 1983 war er Technischer Leiter im VEB Blechbearbeitung Marienberg. Seit 1989 war er außerplanmäßiger Aspirant an der TH Zwickau. Er war Aufsichtsratsmitglied der „konsument“-Handels-GmbH.
Von 1991 bis 1995 absolvierte er ein Fernstudium des Wirtschaftsingenieurswesens an der AKAD Hochschule Leipzig, das er als Dipl.-Wirtsch.-Ing. abschloss. Von November 1994 bis Februar 1995 war er Angestellter beim Sächsischen Rechnungshof. Im März 1995 wurde er Rechnungshofdirektor und Mitglied des Sächsischen Rechnungshofs, wobei er für die Überörtliche Kommunalprüfung, die Krankenhausbetriebsprüfung und für die Prüfung des Innenministeriums zuständig war. Von 2001 bis 2005 absolvierte er parallel ein wirtschaftswissenschaftliches Promotionsstudium bei Ralf Michael Ebeling am Lehrstuhl für Externes Rechnungswesen und Wirtschaftsprüfung an der Martin-Luther-Universität Halle-Wittenberg, das er als Dr. rer. pol. abschloss. Binus hat seit 2006 einen Lehrauftrag an der Staatlichen Studienakademie Leipzig inne, wo er 2008 zum Honorarprofessor ernannt wurde.
Am 27. September 2007 wurde er vom Sächsischen Landtag zum Vizepräsidenten und am 30. März 2010, nach dem Eintritt von Franz Josef Heigl in den Ruhestand, zum Präsidenten des Sächsischen Rechnungshofes gewählt. Er hatte das Amt ab Mai 2010 inne und wurde am 14. September 2021 in den Ruhestand verabschiedet.
Seit 1999 ist Binus ehrenamtlicher Bundesschatzmeister des Deutschen Jugendherbergswerks e. V. Seit 2022 ist er Erster Vorsitzender des Fördervereins „St. Bartholomäus-Kirche Wolkenstein“.
Karl-Heinz Binus ist evangelisch-lutherisch, verheiratet und hat 2 Kinder.

## Ehrungen und Auszeichnungen
- Jitzchak Aharonovitsch, Minister für Tourismus des Staates Israel, ernannte Binus zum Botschafter des Guten Willens des israelischen Fremdenverkehrs.
- 2019 erhielt Binus die Goldene Ehrennadel des Deutschen Jugendherbergswerks e. V.
- 2021 wurde Binus die Ehrennadel der Staatlichen Studienakademie verliehen.
- 2022 wurde Binus für sein jahrelanges Wirken für eine nachhaltige Finanz- und Haushaltspolitik im Interesse der sächsischen Steuerzahler mit dem Ehrenpreis der Vereinigung der Sächsischen Wirtschaft ausgezeichnet.
- Am 3. Juni 2023 erhielt er die Sächsische Verfassungsmedaille.[4]

## Politik
Karl-Heinz Binus wurde 1976 Mitglied der DDR-Blockpartei CDU, die sich nach der Wende mit der CDU vereinigte. Er war 1984 bis 1990 Abgeordneter der Stadtverordnetenversammlung und vom 1. Juli 1983 bis zum 31. Januar 1990 Bürgermeister in Marienberg. Bei den ersten freien Volkskammerwahlen 1990 wurde er in die Volkskammer gewählt.
Bei der Landtagswahl in Sachsen 1990 wurde er im Oktober 1990 für den Wahlkreis 54 (Marienberg) mit einem Wahlkreisergebnis von 58,3 % in den Landtag gewählt. Im Landtag war er der Vorsitzende des Petitionsausschusses und stellvertretender Vorsitzender der CDU-Fraktion. 1994 schied er aus dem Landtag aus, als er seine Tätigkeit beim Rechnungshof antrat.

## Schriften
- Überörtliche Kommunalprüfung. Effizienzgewinne im kommunalen Wettbewerb durch überörtliche Prüfung. Funktionsbestimmung und Gestaltungsempfehlungen zu Kommunalprüfung aus interaktionsökonomischer Sicht. Deutscher Universitätsverlag, Wiesbaden 2005, ISBN 978-3-8350-0090-2.
- Erzgebirgshass. Kommissar Pawlak ermittelt im Erzgebirge – erster Fall. Books on Demand, Norderstedt 2022, ISBN 978-3-7562-3043-3.
- Erzgebirgsstürme. Kommissar Pawlak ermittelt im Erzgebirge – zweiter Fall. Books on Demand, Norderstedt 2023, ISBN 978-3-7578-1139-6.
- Erzgebirgskristalle. Im Dunkelfeld von Crystal Meth – Pawlak’s dritter Fall. Books on Demand, Norderstedt 2024, ISBN 978-3-7597-4313-8